# Stilobezzia pictipes
Stilobezzia pictipes är en tvåvingeart som beskrevs av Jean-Jacques Kieffer 1917. Stilobezzia pictipes ingår i släktet Stilobezzia och familjen svidknott. Inga underarter finns listade i Catalogue of Life.